# Spoorlijn Paris-Austerlitz - Bordeaux-Saint-Jean
De spoorlijn Paris-Austerlitz - Bordeaux-Saint-Jean is een Franse spoorlijn van Parijs naar Bordeaux en een van de grote radialen van het Franse spoorwegnet. De lijn is 579,2 km lang en heeft als lijnnummer 570 000.

## Geschiedenis

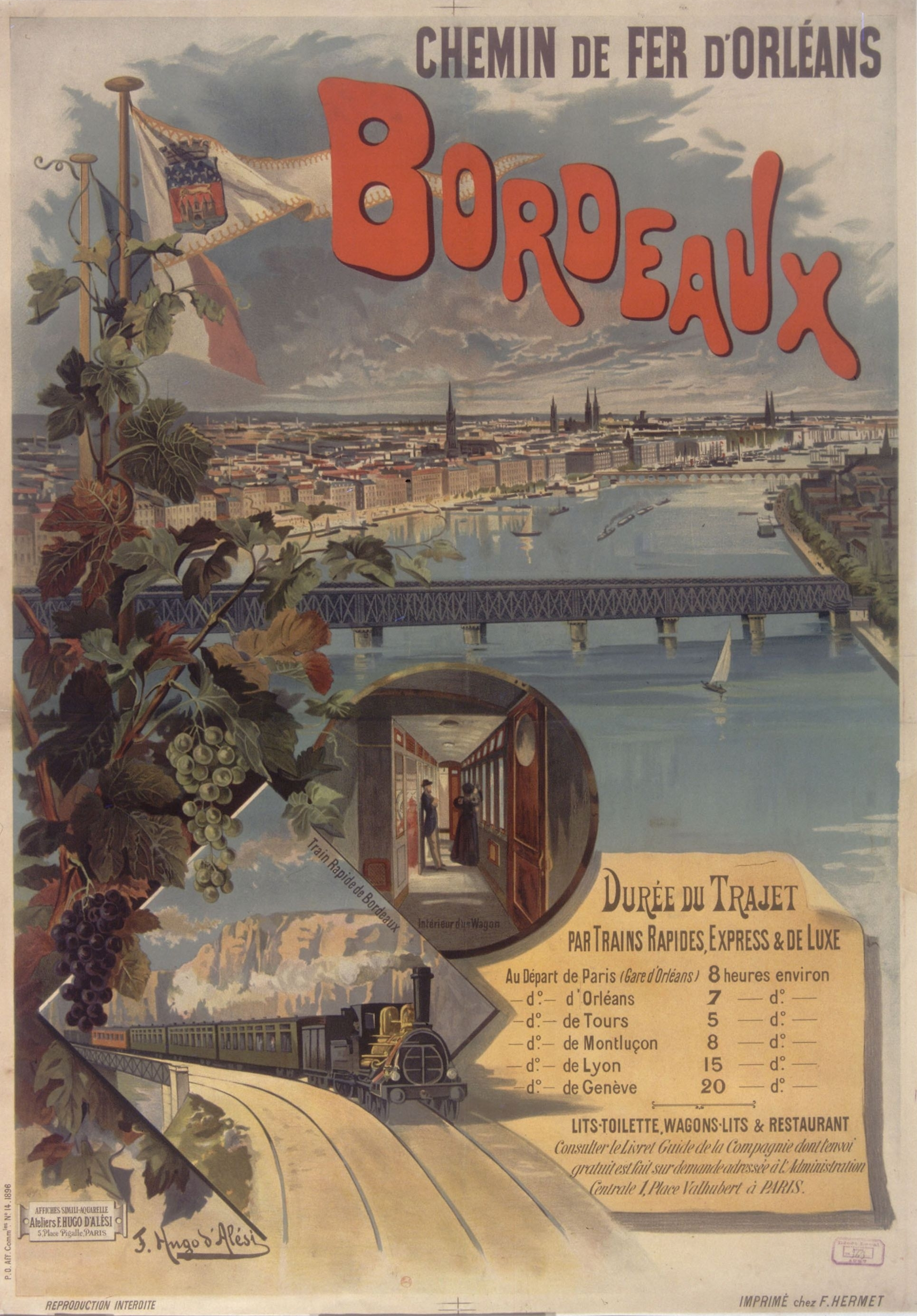
Affiche uit 1897

Tussen Parijs en Orléans werd de lijn aangelegd door de Compagnie du chemin de fer de Paris à Orléans en in the gedeeltes geopend. Tussen Paris-Austerlitz - Juvisy-sur-Orge op 20 september 1840 en tussen Juvisy-sur-Orge - Les Aubrais-Orléans op 5 mei 1843. Het gedeelte tussen Orléans en Poiters werd aangelegd door de Compagnie du chemin de fer d'Orléans à Bordeaux en eveneens in meerdere delen geopend. Tussen Les Aubrais-Orléans en Saint-Pierre-des-Corps op 2 april 1846 en tussen Tours-Sud en Poitiers op 5 juli 1851. 
Op 27 mei 1852 fuseerden de Compagnie du chemin de fer du Centre, de Compagnie du chemin de fer de Tours à Nantes, de Compagnie du chemin de fer d'Orléans à Bordeaux en de Compagnie du chemin de fer de Paris à Orléans. De nieuwe maatschappij ging verder onder de naam Compagnie du chemin de fer de Paris à Orléans en opende het gedeelte tussen Angoulême en Lormont op 20 september 1852, tussen Poitiers en Angoulême op 18 juli 1853 en tussen Saint-Pierre-des-Corps en Tours-Sud op 1 juli 1857, waarmee treinen niet langer kop hoefden te maken in het station van Tours.
Om het ontbrekende gedeelte tussen de linker- en rechteroever van de Garonne te verbinden werd samen met de met de Compagnie des chemins de fer du Midi op 5 november 1860 het Raccordement Bordeaux-Bénauge - Bordeaux-Bastide geopend. Het jaar daarna, op 3 augustus 1861 werd het Raccordement van Bordeaux-Bénauge naar Lormont geopend waarmee de rechtstreekse verbinding tussen Parijs en Bordeaux voltooid werd.

### Tracéwijziging
In 1954 werd een meer oostelijk tracé geopend ter hoogte van Lissandre, tegelijk met het Raccordement circulaire Bordeaux-Bastide - Bordeaux-Bénauge. De raccordementen Bordeaux-Bénauge - Bordeaux-Bastide en Bordeaux-Bénauge - Lormont werden daarna gesloten en opgebroken.

## Treindiensten
De SNCF verzorgt het personenvervoer op dit traject met TGV, IC en TER treinen.
| Serie      | Treinsoort | Route | Bijzonderheden                   |
| ---------- | ---------- | --- | -------------------------------- |
| TGV 5200   | TGV (SNCF) | [ [ Nantes – ] / [ Rennes – ] Le Mans – ] / [ Bordeaux-Saint-Jean – Saint-Pierre-des-Corps – ] Massy TGV – Aéroport Charles-de-Gaulle 2 TGV – [ Lille-Europe ] / [ Lille-Flandres ] |                                  |
| TGV 5300   | TGV (SNCF) | [ [ [ Nantes – Angers-Saint-Laud – [ Saumur – Saint-Pierre-des-Corps – ] / [ Le Mans – ] ] / [ Rennes – Le Mans – ] Massy TGV – ] ] / [ Le Havre – Rouen-Rive-Droite – Mantes-la-Jolie – Versailles-Chantiers – Massy-Palaiseau – ] Lyon-Part-Dieu – [ Lyon-Perrache ] / [ Valence-Rhône-Alpes-Sud TGV – [ Nîmes-Pont-du-Gard – Montpellier-Sud-de-France ] / [ Nîmes – Montpellier-Saint-Roch ] / [ Avignon TGV – Aix-en-Provence TGV – Marseille-Saint-Charles ] ] |                                  |
| Ouigo 7640 | TGV (SNCF) | Paris-Montparnasse – Poitiers – Niort – Surgères – La Rochelle |                                  |
| Ouigo 7670 | TGV (SNCF) | Paris-Montparnasse – Massy TGV – Angoulême – Bordeaux-Saint-Jean – Agen – Montauban-Ville-Bourbon – Toulouse-Matabiau |                                  |
| Ouigo 7650 | TGV (SNCF) | Paris-Montparnasse – [ Saint-Pierre-des-Corps – ] / [ Poitiers – Angoulême – ] Bordeaux-Saint-Jean |                                  |
| Ouigo 7660 | TGV (SNCF) | Tourcoing – Aéroport Charles-de-Gaulle 2 TGV – Marne-la-Vallée - Chessy – Massy TGV – Saint-Pierre-des-Corps – Poitiers – Angoulême – Bordeaux-Saint-Jean |                                  |
| TGV 8400   | TGV (SNCF) | Paris-Montparnasse – Massy TGV – Bordeaux-Saint-Jean |                                  |
| TGV 8500   | TGV (SNCF) | Paris-Montparnasse – Bordeaux-Saint-Jean – Agen – Montauban-Ville-Bourbon – Toulouse-Matabiau |                                  |
| TGV 8530   | TGV (SNCF) | Paris-Montparnasse – Bordeaux-Saint-Jean – Dax – Bayonne – Biarritz – Saint-Jean-de-Luz - Ciboure – Hendaye |                                  |
| TGV 8560   | TGV (SNCF) | Paris-Montparnasse – Bordeaux-Saint-Jean – Dax – Orthez – Pau – Lourdes – Tarbes |                                  |
| IC 3600    | IC (SNCF)  | Paris-Austerlitz – Les Aubrais – Vierzon – Châteauroux – Argenton-sur-Creuse – La Souterraine – Limoges-Bénédictins – Brive-la-Gaillarde – Souillac – Cahors – Caussade – Montauban-Ville-Bourbon – Toulouse-Matabiau |                                  |
| IC 3700    | IC (SNCF)  | Paris-Austerlitz – Les Aubrais – Dax – Bayonne – Orthez – Pau – Lourdes – Tarbes | nachttrein                       |
| IC 3750    | IC (SNCF)  | Paris-Austerlitz – Les Aubrais – Montauban-Ville-Bourbon – Toulouse-Matabiau | nachttrein                       |
| IC 3755    | IC (SNCF)  | Paris-Austerlitz – Figeac – Rodez | nachttrein                       |
| IC 3950    | IC (SNCF)  | Paris-Austerlitz – Les Aubrais – Auterive – Saverdun – Pamiers – Foix – Latour-de-Carol - Enveitg | nachttrein                       |
| IC 5750    | IC (SNCF)  | Paris-Austerlitz – Gap – Embrun – Briançon | nachttrein                       |
| IC 5780    | IC (SNCF)  | Paris-Austerlitz – Marseille-Blancarde – Toulon – Les Arcs - Draguignan – Saint-Raphaël-Valescure – Cannes – Antibes – Nice-Ville | nachttrein                       |
| TER 860350 | TER (SNCF) | Tours – Cormery – Loches |                                  |
| K 5+       | TER (SNCF) | Paris-Austerlitz – Les Aubrais – Salbris – Vierzon – Bourges – Nevers |                                  |
| K 6+       | TER (SNCF) | Paris-Austerlitz – Les Aubrais – Blois - Chambord – Onzain - Chaumont-sur-Loire – Amboise – Saint-Pierre-des-Corps – Tours |                                  |
| K 8+       | TER (SNCF) | Paris-Austerlitz – Les Aubrais – Orléans |                                  |
| K 1        | TER (SNCF) | Orléans – Beaugency – Blois - Chambord – Amboise – Saint-Pierre-des-Corps – Tours – Saumur – Angers-Saint-Laud – Ancenis – Nantes – Savenay – Saint-Nazaire – Le Croisic | een trein per dag tot Le Croisic |
| K 16       | TER (SNCF) | Orléans – Meung-sur-Loire – Beaugency – Mer – Blois - Chambord – Amboise – Saint-Pierre-des-Corps – Tours |                                  |
| P 8        | TER (SNCF) | Paris-Austerlitz – Étampes – Angerville – Toury – Les Aubrais – Orléans |                                  |
| P 10       | TER (SNCF) | Paris-Austerlitz – Vendôme |                                  |
| P 16       | TER (SNCF) | Orléans – Meung-sur-Loire – Beaugency – Mer – Blois - Chambord – Amboise – Saint-Pierre-des-Corps – Tours |                                  |
| P 21       | TER (SNCF) | Tours – Chinon |                                  |
| D 11       | TER (SNCF) | Tours – Châtellerault – Poitiers |                                  |
| D 14       | TER (SNCF) | Poitiers – Niort – La Rochelle |                                  |
| D 31       | TER (SNCF) | Limoges-Bénédictins – Périgueux – Libourne – Bordeaux-Saint-Jean |                                  |
| D 33       | TER (SNCF) | Bordeaux-Saint-Jean – Libourne – Bergerac – Sarlat |                                  |
| L 11       | TER (SNCF) | Tours – Châtellerault – Poitiers |                                  |
| L 12       | TER (SNCF) | Poitiers – Angoulême |                                  |
| L 12+      | TER (SNCF) | Châtellerault – Poitiers – Angoulême |                                  |
| L 13       | TER (SNCF) | Angoulême – Libourne – Bordeaux-Saint-Jean |                                  |
| L 14       | TER (SNCF) | Poitiers – Niort – La Rochelle |                                  |
| L 24       | TER (SNCF) | Poitiers – Limoges-Bénédictins |                                  |
| L 31       | TER (SNCF) | Limoges-Bénédictins – Périgueux – Libourne – Bordeaux-Saint-Jean |                                  |
| L 32       | TER (SNCF) | Ussel – Tulle – Brive-la-Gaillarde – Périgueux – Libourne – Bordeaux-Saint-Jean |                                  |
| L 33       | TER (SNCF) | Bordeaux-Saint-Jean – Libourne – Bergerac – Sarlat |                                  |
| F 11       | TER (SNCF) | Châtellerault – Poitiers |                                  |
| F 41+      | TER (SNCF) | Coutras – Libourne – Bordeaux-Saint-Jean – Arcachon |                                  |

### Réseau express régional
Op het traject rijdt het Réseau express régional de volgende routes:
| Serie | Treinsoort | Route | Bijzonderheden |
| ----- | ---------- | --- | -------------- |
| RER C | RER (SNCF) | [ Pontoise – Montigny - Beauchamp – Porte de Clichy – ] / [ [ Saint-Quentin-en-Yvelines - Montigny-le-Bretonneux – Versailles-Chantiers – ] / [ Versailles-Château-Rive-Gauche – ] Chaville - Vélizy – Pont du Garigliano – ] Pont de l'Alma – Invalides – Musée d'Orsay – Paris-Austerlitz – Bibliothèque François Mitterrand – [ [ Pont-de-Rungis - Aéroport d'Orly – Massy - Verrières – ] / [ Juvisy – ] Massy-Palaiseau – Versailles-Chantiers – Saint-Quentin-en-Yvelines - Montigny-le-Bretonneux ] ] / [ Juvisy – Brétigny – [ Étampes – Saint-Martin-d'Étampes ] / [ Dourdan – Dourdan - La Forêt ] ] |                |

## Aansluitingen
In de volgende plaatsen is of was er een aansluiting op de volgende spoorlijnen:
Paris-Austerlitz
RFN 984 000, spoorlijn tussen Quai-d'Orsay en Paris-Austerlitz
Bibliothèque François-Mitterrand
RFN 570 306, raccordement van Paris-Tolbiac
Ivry-sur-Seine
RFN 570 506, havenspoorlijn Ivry-sur-Seine
Choisy-le-Roi
RFN 570 606, stamlijn Choisy-le-Roi
RFN 985 000, spoorlijn tussen Choisy-le-Roi en Massy-Verrières
Villeneuve-le-Roi
RFN 570 311, raccordement tussen Villeneuve-le-Roi en Orly
Athis-Mons
RFN 990 000, Grande ceinture van Parijs
Juvisy
RFN 745 000, spoorlijn tussen Villeneuve-Saint-Georges en Montargis
RFN 990 000, Grande ceinture van Parijs
Savigny-sur-Orge
RFN 990 000, Grande ceinture van Parijs
Brétigny
RFN 550 000, spoorlijn tussen Brétigny en La Membrolle-sur-Choisille
RFN 570 316, raccordement circulaire van Brétigny
Étampes
RFN 570 906, bedieningsspoor van ZI Étampes
RFN 549 000, spoorlijn tussen Étampes en Auneau-Embranchement
RFN 684 000, spoorlijn tussen Étampes en Beaune-la-Rolande
Toury
RFN 557 000, spoorlijn tussen Voves en Toury
Les Aubrais
RFN 569 000, spoorlijn tussen Les Aubrais-Orléans en Orléans
RFN 590 000, spoorlijn tussen Les Aubrais-Orléans en Montauban-Ville-Bourbon
RFN 683 000, spoorlijn tussen Les Aubrais-Orléans en Malesherbes
RFN 686 000, spoorlijn tussen Les Aubrais-Orléans en Montargis
aansluiting Tours
RFN 569 300, raccordement van Orléans naar Tours
aansluiting Rouen
RFN 556 000, spoorlijn tussen Chartres en Orléans
Blois
RFN 559 000, spoorlijn tussen Pont-de-Braye en Blois
RFN 591 000, spoorlijn tussen Villefranche-sur-Cher en Blois
Vouvray
RFN 560 000, spoorlijn tussen Sargé-sur-Braye en Vouvray
Montlouis
RFN 431 320, raccordement van Montlouis
Saint-Pierre-des-Corps
RFN 431 315, raccordement van Saint-Pierre-des-Corps
RFN 562 300, raccordement van Saint-Pierre-des-Corps naar Nantes
RFN 563 300, raccordement tussen Saint-Pierre-des-Corps en Tours
RFN 570 611, stamlijn Saint-Pierre-des-Corps 1
RFN 570 616, stamlijn Saint-Pierre-des-Corps 2
RFN 570 621, stamlijn Saint-Pierre-des-Corps 3
RFN 593 000, spoorlijn tussen Vierzon en Saint-Pierre-des-Corps
aansluiting Bordeaux
RFN 564 300, raccordement tussen Tours en Monts (aansluiting Bordeaux)
Joué-les-Tours
RFN 525 000, spoorlijn tussen Les Sables-d'Olonne en Tours
Monts
RFN 431 000, spoorlijn tussen Paris-Montparnasse - Monts
RFN 570 345, raccordement van Monts-Sud
Sainte-Maure-Noyant
RFN 597 000, spoorlijn tussen Sainte-Maure-Noyant en Sainte-Maure-Ville
aansluiting La Celle Saint-Avant
RFN 570 350, raccordement van La Celle Saint-Avant
Port-des-Piles
RFN 571 000, spoorlijn tussen Port-Boulet en Port-de-Piles
RFN 598 000, spoorlijn tussen Port-de-Piles en Argenton-sur-Creuse
Châtellerault
RFN 573 000, spoorlijn tussen Loudun en Châtellerault
RFN 599 000, spoorlijn tussen Châtellerault en Launay
Poitiers
RFN 570 360, raccordement van Migne-Auxances
RFN 574 000, spoorlijn tussen Poitiers en Arçay
Saint-Benoît
RFN 538 000, spoorlijn tussen Saint-Benoît en La Rochelle-Ville
RFN 601 000, spoorlijn tussen Saint-Benoît en Le Blanc
Saint-Saviol
RFN 607 000, spoorlijn tussen Lussac-les-Châteaux en Saint-Saviol
Ruffec
RFN 578 000, spoorlijn tussen Aiffres en Ruffec
RFN 609 000, spoorlijn tussen Ruffec en Roumazières-Loubert
Luxé
RFN 570 380, raccordement van Juillé
Saint-Amant-de-Boixe
RFN 570 385, raccordement van Villognon
Angoulême
RFN 577 100, aansluiting havenstation van Houmeau
RFN 610 000, spoorlijn tussen Limoges-Bénédictins en Angoulême
Sillac
RFN 579 000, spoorlijn tussen Beillant en Angoulême
La Couronne
RFN 570 390, raccordement van La Couronne
Parcoul-Médillac
RFN 619 000, spoorlijn tussen Ribérac en Parcoul-Médillac
Courtras
RFN 581 000, spoorlijn tussen Cavignac en Coutras
RFN 621 000, spoorlijn tussen Coutras en Tulle
Libourne
RFN 629 000, spoorlijn tussen Libourne en Le Buisson
RFN 582 000, spoorlijn tussen Marcenais en Libourne
La Grave-d'Ambarès
RFN 570 321, raccordement van Ambarès-et-Lagrave
La Gorp
RFN 566 000, spoorlijn Sud Europe Atlantique
Bassens
RFN 583 000, spoorlijn tussen Bassens en Le Bec-d'Ambès
RFN 570 511, havenspoorlijn Bassens
RFN 570 691, stamlijn Bassens-Sabarèges
Lormont
RFN 568 000, spoorlijn tussen Lormont en Bordeaux-Bastide
Cenon
RFN 500 000, spoorlijn tussen Chartres en Bordeaux-Saint-Jean
RFN 503 300, raccordement circulaire Bordeaux-Bastide - Bordeaux-Bénauge
Bordeaux-Bénauge
RFN 501 300, raccordement Bordeaux-Bénauge - Bordeaux-Bastide
RFN 502 300, raccordement van Bordeaux-Bénauge naar Lormont
RFN 637 000, spoorlijn tussen Bordeaux-Bénauge - La Sauvetat-du-Dropt
Bordeaux-Saint-Jean
RFN 500 000, spoorlijn tussen Chartres en Bordeaux-Saint-Jean
RFN 640 000, spoorlijn tussen Bordeaux-Saint-Jean en Sète-Ville
RFN 655 000, spoorlijn tussen Bordeaux-Saint-Jean en Irun

## Elektrische tractie
De lijn werd tussen Paris-Austerlitz en Juvisy in 1903 en tussen Juvisy en Brétigny in 1921 geëlektrificeerd met een gelijkspanning van 600 volt.
In 1925 werd de elektrificatie tussen Juvisy en Brétigny omgebouwd naar 1500 volt, tegelijk met het elektrificeren van het gedeelte tussen Brétigny en Étampes. Tussen Parijs en Juvisy werd de elektrificatie omgebouwd naar 1500 volt in 1926, tegelijk met de elektrificatie van het gedeelte Étampes Orléans. In 1933 volgde het gedeelte tussen Orléans en Tours en in 1938 tussen Tours en Bordeaux-Saint-Jean.

## Galerij

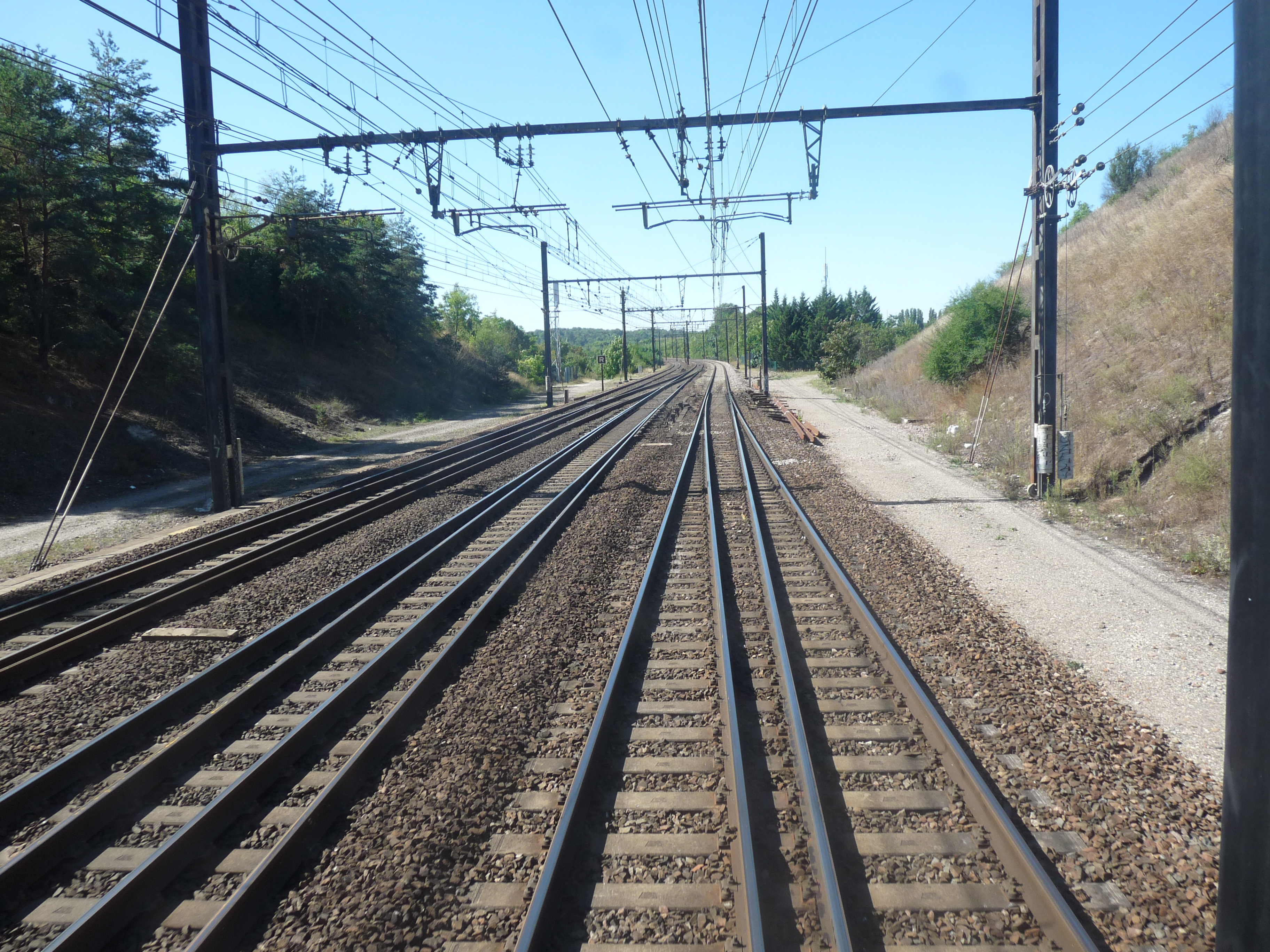
Overgang van vier naar drie sporen bij Étampes.
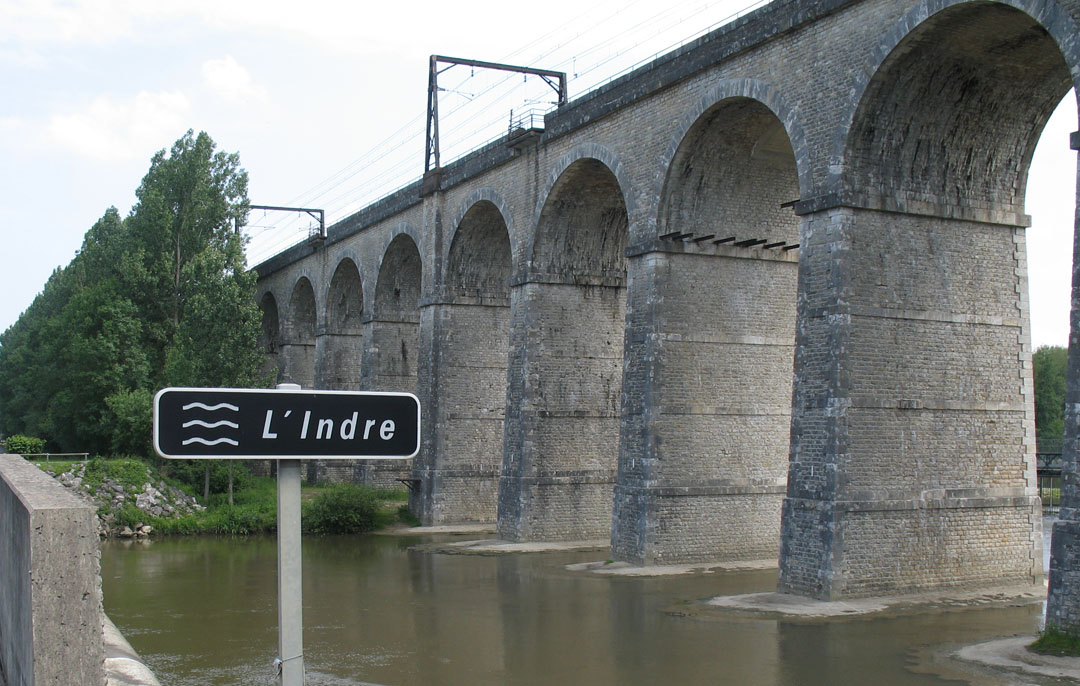
Viaduct over de Indre bij Monts
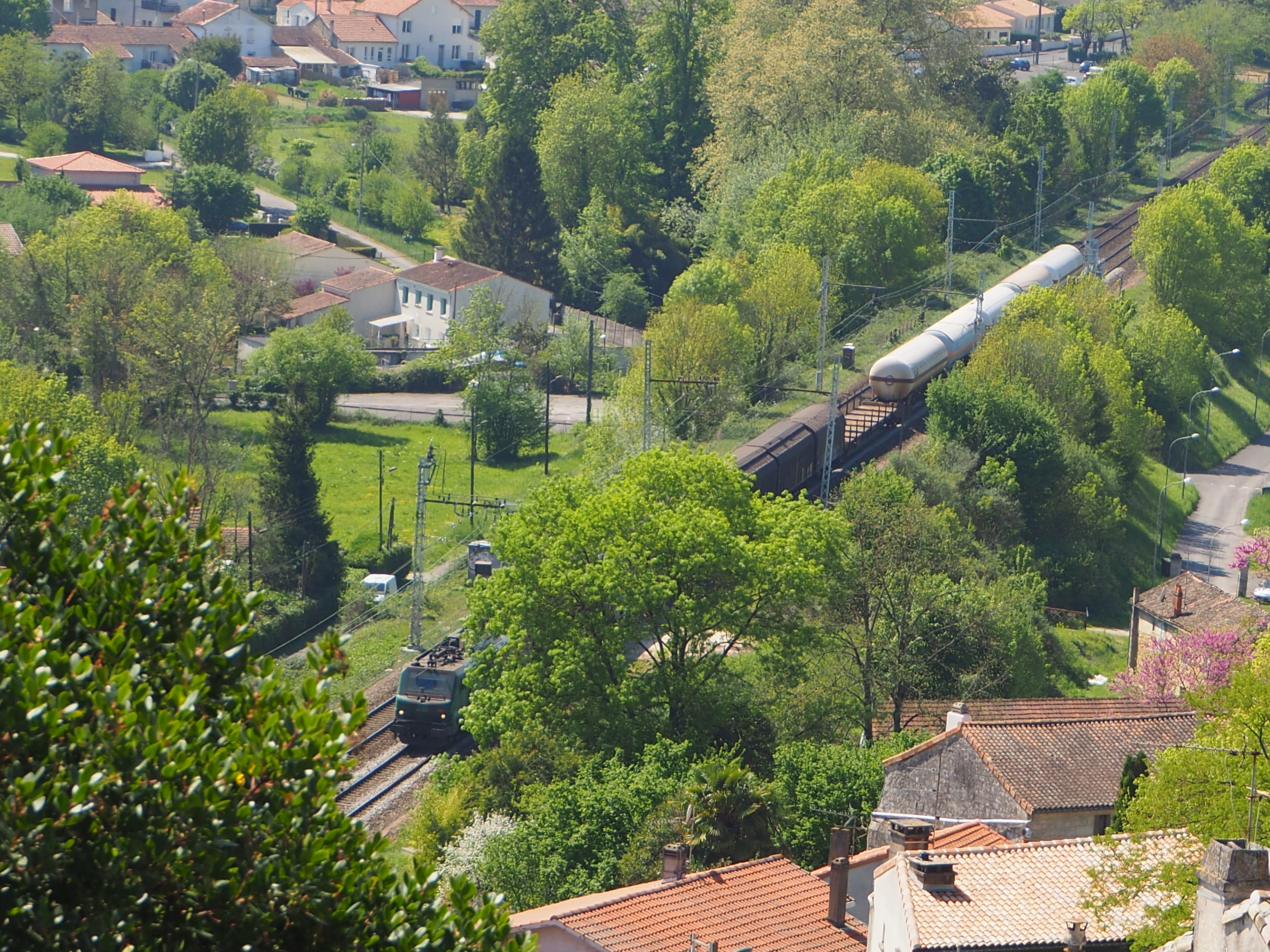
Goederentrein bij Angoulême.
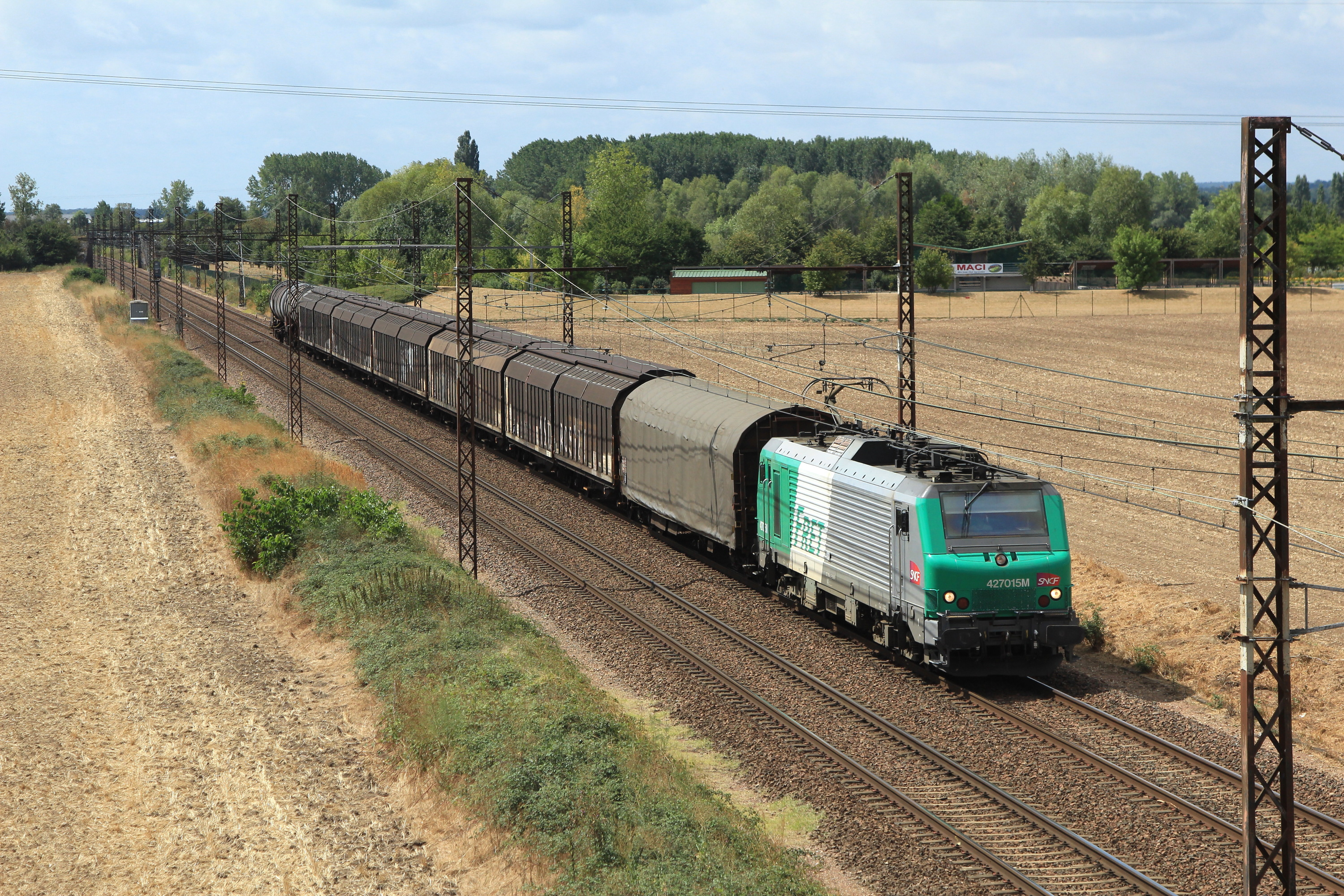
Goederentrein van Hendaye naar Woippy bij Ingrandes-sur-Vienne.
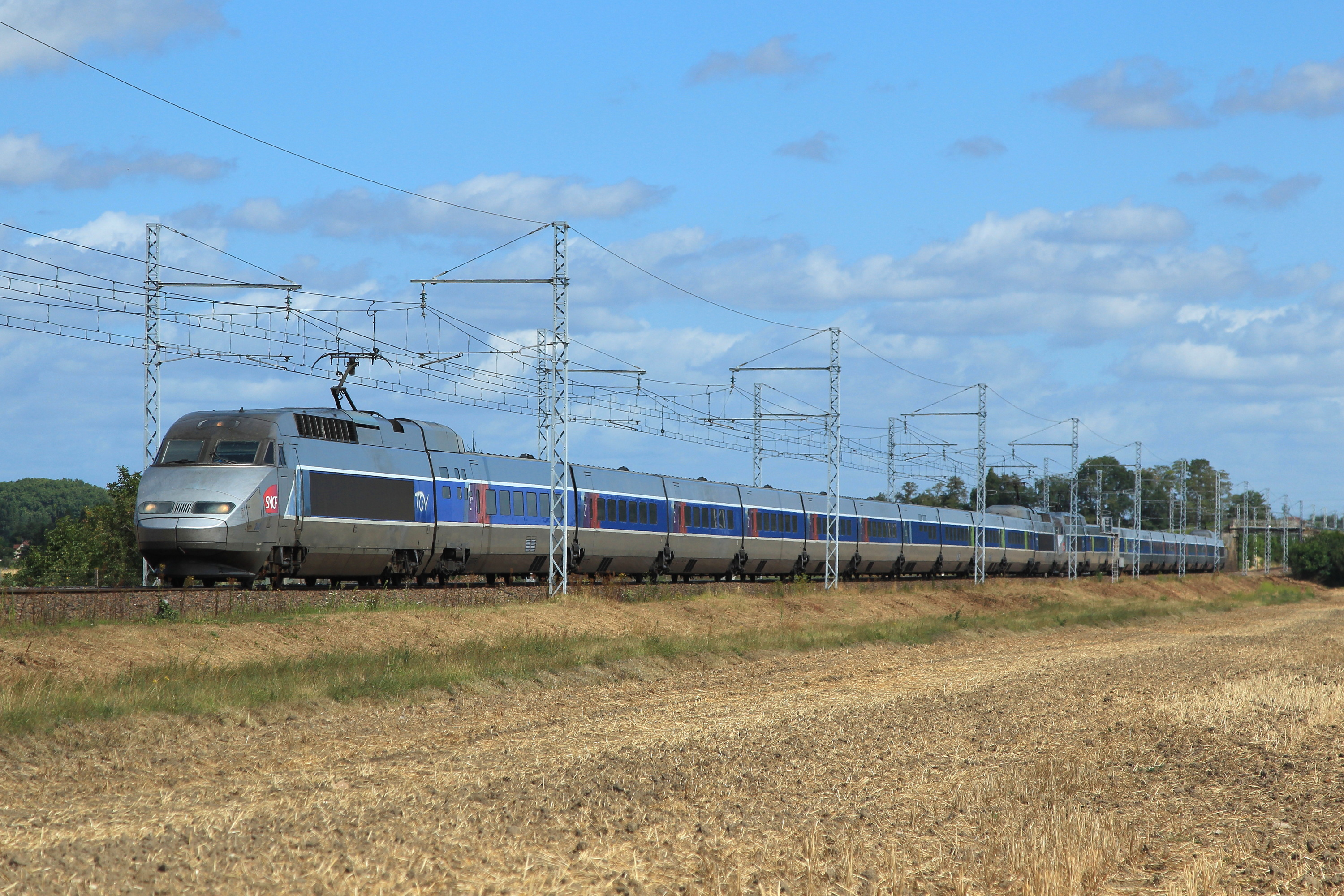
TGV bij Dangé-Saint-Romain